# Енріко Ольдоїні
Енріко Ольдоїні (італ. Enrico Oldoini; 4 травня 1946, Ла-Спеція — 10 травня 2023, Рим) — італійський режисер і сценарист.

## Біографія
Спочатку навчався в Римському університеті в Римі, потім вступив до Академії драматичного мистецтва. Співпрацював у написанні сценаріїв з такими режисерами як: Паоло Кавара, Альберто Латтуада, Паскуале Феста Кампаніле, Нанні Лой, Серджо і Бруно Корбуччі, Мауріціо Понці, Карло Вердоне, Ліна Вертмюллер і Марко Феррері.
В останні роки присвятив себе режисурі телевізійних фільмів та міні-серіалів: «Бог бачить і забезпечує» (1996—1997), потім зняв телефільм «Голий продаж власності». Потім знімав телесеріали: «Дон Маттео» (2000, 2002) «Круїз» (2001) «Суддя Мастранджело» (2005, 2007) й інші.

## Фільмографія

### Режисер

#### Кіно
- Cuori nella tormenta (1984)
- 1988 : «Він гірший за мене» / (Lui e' peggio di me)
- Yuppies 2 (1986)
- Bellifreschi (1987)
- Bye bye baby (1988)
- 1988 : «Вибух життя» / (Una botta di vita)
- Vacanze di Natale '90 (1990)
- Vacanze di Natale '91 (1991)
- Anni 90 (1992)
- Anni 90 - Parte II (1993)
- Miracolo italiano (1994)
- Un bugiardo in paradiso (1998)
- 13dici a tavola (2004)
- La fidanzata di papà (2008)
- I mostri oggi (2009)

#### Телебачення
- Dio vede e provvede, co-regia con Paolo Costella (serie tv, 1996-1997)
- Nuda proprietà vendesi (film tv, 1997)
- Il diavolo e l'acqua santa (film tv, 1999)
- La crociera (miniserie tv, 2001)
- Incompreso (film tv, 2002)
- Don Matteo (serie tv, 2000-2002) - Regista episodi 1x01-1x16, 3x01, 3x03, 3x05 e 3x09
- A casa di Anna (film tv, 2004)
- Il giudice Mastrangelo (serie tv, 2005-2007)
- Capri (serie tv, 2006) - Regista episodi 1x01-1x06
- Un passo dal cielo (serie tv, 2011-presente) - Regista episodi 1x01-1x12
- Il restauratore (serie tv, 2014) - Regista episodi 2x01-2x16
- Provaci ancora prof! – serie TV (2015)

### Сценарист

#### Кіно
- ...e tanta paura, режисер Паоло Кавара (1976)
- Questo sì che è amore, режисер Філіппо Оттоні (1978)
- Così come sei, режисер Альберто Латтуада (1978)
- Ciao, les mecs, режисер Серджо Гоббі (1979)
- Il corpo della ragassa, режисер Паскуале Феста Кампаніле (1979)
- Ось рука, режисер Паскуале Феста Кампаніле (1980)
- Manolesta, режисер Паскуале Феста Кампаніле (1981)
- Замовкни, коли говориш!, режисер Philippe Clair (1981)
- Nessuno è perfetto, режисер Паскуале Феста Кампаніле (1981)
- Borotalco, режисер Карло Вердоне (1982)
- Бінго-Бонго, режисер Паскуале Феста Кампаніле (1982)
- Testa o croce, режисер Нанні Лой (1982)
- La casa stregata, режисер Бруно Корбуччі (1982)
- Я, К'яра і Похмурий, режисер Мауріціо Понці (1982)
- Сінг-сінг, режисер Серджо Корбуччі (1983)
- Acqua e sapone, режисер Карло Вердоне (1983)
- Son contento, режисер Мауріціо Понці (1983)
- Al bar dello sport, режисер Франческо Массаро (1983)
- Sotto... sotto... strapazzato da anomala passione, режисер Ліна Вертмюллер (1984)
- Cuori nella tormenta, режисер Енріко Ольдоїні (1984)
- Lui è peggio di me, режисер Енріко Ольдоїні (1984)
- Una spina nel cuore, режисер Альберто Латтуада (1986)
- I Love You, режисер Марко Феррері (1986)
- Yuppies 2, режисер Енріко Ольдоїні (1986)
- Bellifreschi, режисер Енріко Ольдоїні (1987)
- Bye Bye Baby, режисер Енріко Ольдоїні (1988)
- Una botta di vita, режисер Енріко Ольдоїні (1988)
- Tolgo il disturbo, режисер Діно Різі (1990)
- Vacanze di Natale '90, режисер Енріко Ольдоїні (1990)
- Vacanze di Natale '91, режисер Енріко Ольдоїні (1991)
- Anni 90, режисер Енріко Ольдоїні (1992)
- Anni 90 - Parte II, режисер Енріко Ольдоїні (1993)
- Miracolo italiano, режисер Енріко Ольдоїні (1994)
- Un bugiardo in paradiso, режисер Енріко Ольдоїні (1998)
- 13dici a tavola, режисер Енріко Ольдоїні (2004)
- La fidanzata di papà, режисер Енріко Ольдоїні (2008)
- I mostri oggi, режисер Енріко Ольдоїні (2009)

#### Телебачення
- Turno di notte, режисер Paolo Poeti (телефільм, 1981)
- Quer pasticciaccio brutto de via Merulana, режисер Piero Schivazappa (мінісеріал, 1983)
- Dio vede e provvede, режисер Паоло Костелла та Енріко Ольдоні (серіал, 1996-1997)
- Nuda proprietà vendesi, режисер Енріко Ольдоні (телефільм, 1997)
- Don Matteo, різні режисери (серіал, 2000-presente) - Creatore serie
- La crociera, режисер Енріко Ольдоні (мінісеріал, 2001)
- Il giudice Mastrangelo, режисер Енріко Ольдоні (серіал, 2005-2007)
- Un passo dal cielo (серіал, 2011-presente) - Creatore serie e co-sceneggitore episodio 1x05 Il capriolo avvelenato
- Natale a 4 zampe, режисер Паоло Костелла (телефільм, 2012)